# 雙斑笛鯛
雙斑笛鯛，為輻鰭魚綱鱸形目鱸亞目笛鯛科的其中一個種。

## 分布
本魚分布於印度西太平洋區，包括馬爾地夫、斯里蘭卡、印度、安達曼海、泰國、緬甸、馬來西亞、菲律賓、印尼、中國南海、越南、所羅門群島、馬里亞納群島、馬紹爾群島、諾魯、帛琉、密克羅尼西亞、澳洲等海域。

## 深度
水深3至36公尺。

## 特徵
本魚口下位，體色上半部和腹部為淺褐色，背鰭基底為深褐色，體側有一白色橫帶，起自吻部，經眼下至尾柄。背鰭基底有2枚小圓斑。尾鰭黃色。眶間骨狹窄，其寬度只有不到眼徑的一半，眶間缺刻和突起不發達。背鰭硬棘11枚，軟條12枚；臀鰭硬棘3枚，軟條8枚。體長可達25公分。

## 生態
本魚棲息在珊瑚礁与外礁斜坡。独居或成群巡游，屬肉食性，小鱼与甲壳類為食。

## 經濟利用
屬於中小型食用魚類。